# Prozelo (Amares)
Prozelo ist eine Ortschaft und eine ehemalige Gemeinde im Norden Portugals. Bekannt ist der Ort für seine denkmalgeschützte Steinbrücke aus dem 14. Jahrhundert über den 
Rio Cávado.

## Verwaltung
Prozelo war Sitz einer gleichnamigen Gemeinde (Freguesia) im Kreis (Concelho) von Amares im Distrikt Braga. Die Gemeinde hatte eine Fläche von 2,7 km² und 785 Einwohner (Stand 30. Juni 2011). Ihr Gebiet wies eine Kuriosität auf: es wurde durch die Gemeinde Ferreiros in zwei ähnlich große Teile geteilt.
Im Gebiet der ehemaligen Gemeinde liegen folgende Orte und Ortschaften:
| - Aldeia - Almeida - Ancede - Burgo - Cabo - Certão - Eido de Baixo - Eido de Cima - Fonte | - Igreja - Lugar Novo - Outeiro - Outeirinho - Pedregal - Ponte do Porto de Baixo - Ponte do Porto de Cima - Porto de São Miguel - Anjo da Guarda |

Mit der Gemeindereform vom 29. September 2013 wurden die Gemeinden Prozelo, Ferreiros und Besteiros zur neuen Gemeinde União das Freguesias de Ferreiros, Prozelo e Besteiros zusammengefasst.

## Bauwerke

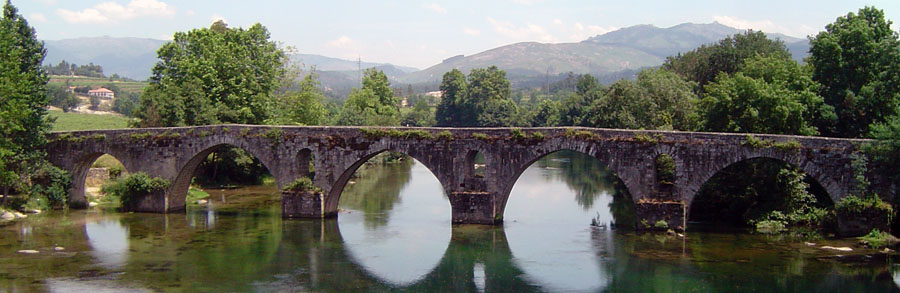
Ponte do Porto über den Cávado

- Ponte de Prozelo oder Ponte do Porto[2]
- Gemeindekirche Igreja de São Tomé[3]